# Lista dos cães mais velhos do mundo
Esta é uma lista dos cães mais velhos do mundo, que foram verificados e certificados como os cães de maior longevidade da história, listados por idade, todos os quais atingiram a idade mínima de 20 anos. O envelhecimento dos cães depende da sua raça, do tamanho e da alimentação.

## Cães mais velhos por idade
| Posição | Nome                             | Data de nascimento     | Data de morte          | Idade             | Raça                                     | País natal     | Ref.          |
| ------- | -------------------------------- | ---------------------- | ---------------------- | ----------------- | ---------------------------------------- | -------------- | ------------- |
| 1       | Bluey                            | 7 de junho de 1910     | 14 de novembro de 1939 | 29 anos, 160 dias | Boiadeiro-australiano                    | Austrália      | [ 1 ] [ 2 ]   |
| 2       | Taffy                            | 1 de setembro de 1975  | 31 de março de 2003    | 27 anos, 211 dias | Pastor galês                             | Reino Unido    | [ 2 ]         |
| 3       | Adjutant                         | 14 de agosto de 1936   | 20 de novembro de 1963 | 27 anos, 98 dias  | Labrador Retriever                       | Reino Unido    | [ 3 ]         |
| 4       | Buksi                            | 1990                   | 26 de agosto de 2017   | 26–27 anos        | Vira-lata                                | Hungria        | [ 4 ] [ 5 ]   |
| 5       | Bramble                          | 1978                   | 31 de março de 2003    | 24–25 anos        | Border Collie                            | Reino Unido    | [ 6 ] [ 7 ]   |
| 6       | Spike                            | 30 de novembro de 1999 | Vivo                   | 25 anos, 103 dias | Mistura de Chihuahua                     | Estados Unidos | [ 8 ]         |
| 7       | Gino Hammerstrike Gilgamesh Wolf | 24 de setembro de 2000 | Vivo                   | 24 anos, 170 dias | Mistura de Chihuahua e Esquimó Americano | Estados Unidos | [ 9 ] [ 10 ]  |
| 8       | TobyKeith                        | 9 de janeiro de 2001   | Vivo                   | 24 anos, 63 dias  | Chihuahua                                | Estados Unidos | [ 11 ]        |
| 9       | Pebbles                          | 28 de março de 2000    | 3 de outubro de 2022   | 22 anos, 189 dias | Toy Fox Terrier                          | Estados Unidos | [ 12 ] [ 13 ] |